# Мир без конца
Мир без конца (или Бесконечный мир; англ. World Without End) — исторический телесериал 2012 года, действия которого разворачиваются в Англии XIV века, незадолго до начала Столетней войны. За основу сюжета взят одноимённый роман валлийского писателя Кена Фоллетта.

## Сюжет
Действие сериала происходит в Англии в XIV веке и повествует о жизни простых граждан в вымышленном городе Кингсбридж. Эдуард III ведёт страну к Столетней войне с Францией, а Европа сталкивается с Чёрной смертью. Керис (Шарлотта Райли), дальновидная женщина, и её возлюбленный Мертин (Том Уэстон-Джонс) создают общину, которая противостоит короне и церкви.

## В ролях
- Бен Чаплин — сир Томас Лэнгли
- Шарлотта Райли — Керис
- Индира Варма — Матти
- Нора фон Вальдштеттен — Гвенда
- Оливер Джексон-Коэн — Ральф
- Руперт Эванс — Годвин
- Том Уэстон-Джонс — Мартин
- Синтия Никсон — Петранилла
- Том Каллен — Вульфрик
- Блейк Ритсон — Эдуард III
- Ор Атика — королева Изабелла
- Татьяна Маслани — сестра Мейр
- Миранда Ричардсон — мать Сесилия
- Питер Фёрт — граф Роланд
- Ричард Дерден — сир Генри
- Йен Пири — Элфрик
- Сара Гадон — Филиппа
- Карло Рота — Эдмунд

## Производство и премьера
Приобретая права на «Столпы Земли» у Кена Фоллетта, компания Tandem Communications также получила право первой вести переговоры о заключении сделки на «Мир без конца», продолжение первого романа. Проект был анонсирован в декабре 2010 года.
Кастинг на главные роли был завершен в июне 2011 года, а месяц спустя начались съёмки в Европе и проходили в основном в Венгрии, где на киностудии Korda Studios к западу от Будапешта был построен целый средневековый город площадью 12 000 м2. Дополнительные съёмки прошли в Словакии и Австрии.
Сериал был приобретён для трансляции каналами Sat.1 в Германии, Channel 4 в Великобритании, Shaw Media в Канаде, DR в Дании и TV2 в Венгрии. В США компания Starz, которая транслировала «Столпы Земли», не смогла договориться с Tandem о показе сериала. Вместо этого сериал приобрёл канал ReelzChannel.

## Восприятие
Персонажи и актёры слишком унылы перед лицом своего расчетливого поставщика контента. Они оживают лишь в редкие моменты: например, в блестяще удачной экспрессивной сцене, когда предполагаемую ведьму, поднятую над толпой, несут на казнь. Там врата мира становятся воротами для спонтанного сострадания через эпохальные границы, а не остаются зданиями, в которых мы можем отражать наше мнимое превосходство современного над старым и дешёво наслаждаться им.
Николаус фон Фестенберг: Spiegel Online